# Soulier d'or belge 2017
Le Soulier d'or 2017 est un trophée individuel, récompensant le meilleur joueur du championnat de Belgique sur l'ensemble de l'année 2017. Ceci comprend donc deux demi-saisons, la fin de la saison 2016-2017, de janvier à juin, et le début de la saison 2017-2018, de juillet à décembre.
Il s'agit de la soixante-quatrième édition du trophée, remporté par le milieu néerlandais Ruud Vormer du Club Bruges KV. 

## Classement
| Place | Pays     | Joueur             | Club(s)                    | Points |
| ----- | -------- | ------------------ | -------------------------- | ------ |
| 1.    | Pays-Bas | Ruud Vormer        | Club Bruges KV             | 240    |
| 2.    | Belgique | Youri Tielemans    | RSC Anderlecht / AS Monaco | 182    |
| 3.    | Belgique | Leander Dendoncker | RSC Anderlecht             | 172    |
| 4.    | Belgique | Hans Vanaken       | Club Bruges KV             | 126    |
| 5.    | Japon    | Ryota Morioka      | Waasland-Beveren           | 78     |
| 6.    | Algérie  | Sofiane Hanni      | RSC Anderlecht             | 39     |
| 7.    | Espagne  | Alejandro Pozuelo  | KRC Genk                   | 36     |
| 8.    | Pérou    | Cristian Benavente | RSC Charleroi              | 33     |
| 8.    | Iran     | Kaveh Rezaei       | RSC Charleroi              | 33     |
| 10.   | Nigeria  | Henry Onyekuru     | KAS Eupen / RSC Anderlecht | 25     |

## Autres prix
- But de l'année : Ivo Rodrigues
- Entraineur de l'année : Felice Mazzu
- Meilleur gardien : Lovre Kalinić
- Espoir de l'année : Henry Onyekuru
- Meilleur Belge à l'étranger : Eden Hazard
- Soulier d'or féminin : Janice Cayman

### Sources
- Soulier d'Or 2017: Les classements complets, rtbf.be